# Вліссінген
Вліссінген (нід. Vlissingen, ще Фліссінген) — громада й портове місто в Зеландській Фландрії у Нідерландах. Лежить на острові Валхерені, де річка Шельда вливається в Північне море.

## Історія
Рибальське поселення на місці міста виникло близько 620 року. У XIII столітті Вліссінген був невеликою парафією. Населення головно рибалило й видобувало торф. Імовірно, у той час Вліссінген був пов'язаний поромною переправою з Фламандським графством, що лежало на іншому березі Шельди (нині — територія Зеландської Фландрії).
У 1304—1308 році з наказу графа Фландрії, Зеландії й Ено Віллема V трохи на схід від старого Вліссінгена побудовано нову гавань і було засноване нове поселення. Спочатку нове поселення називалося Новий Вліссінген, а старе рибальське село стало називатися Старий Вліссінген. Згодом обидва поселення зрослися й стали називатися просто Вліссінгеном. Гавань була створена в гирлі струмка, що вливається в Шельду. Устя струмка було відокремлено від Шельди шлюзом. Через це басейн гавані був вільний від припливів. З противного боку гавань обмежувалася млинової дамбою. За млинової дамбою був млиновий ставок. Гавань ділила місто на дві приблизно рівні напівкруглі частини. У східній частині міста була церква св. Якова (Jacobuskerk, заснована в 1328 році), у західній частині згодом були побудовані ратуша й біржа.
Новий Вліссінген дістав права міста в 1315 році. Був відомий як центр рибальства, каперства й работоргівлі.
У 1443 року порт було розширено коштом нової гавані (під гаванню розуміється окремий портовий басейн). Ця нова гавань називалася Англійська (нід. Engelse haven), або Рибальська (нід. Vissershaven). 22 травня 1485 року Вліссінген зазнав нападу жителів Сльойса, що отак намагалися позбутись конкуренції Вліссінгена. Цей напад став приводом побудувати міські укріплення (міські стіни й ворота) наприкінці XV століття.
У 1585 році Вліссінген був закладений Англії і до 1615 зайнятий англійськими військами. У 1563 році місто розширено в західному напрямку коштом осушеної частини млинового ставка. Місто знову було розширено й укріплено в 1580-х роках. Тим часом розширення 1563 року обставили стінами, а в західній частині міста була побудована нова гавань, що дістала назву Сміттєва (нід. Rommelhaven). Навколо Сміттєвої гавані був забудований новий район, найважливішою частиною котрого став Прінсенхоф (двір принца) Віллема I Оранського. Щоб захистити цей район, побудовано шість бастіонів.
Торговельне значення Вліссінгену значно зросло у зв'язку з блокадою Антверпена, що тривала з 1585 по 1795 рік. У 1594 році під Вліссінгеном була побудована ратуша, точна (хоча і зменшена) копія антверпенської ратуші. Будівництво вліссінгенської ратуші було демонстрацією амбіцій міста, що хотіло перейняти торгову функцію Антверпена. На початку XVII століття місто й порт знову були розширені. На додаток у вже наявних була побудована нова, Східна гавань (нід. Oosterhaven).
У XVII столітті Вліссінген був головною гаванню для суден Ост-Індської компанії. Обіймав стратегічні позиції на річці Шельда на шляху до антверпенських доків. Вліссінген став метою британської висадки в Голландії в 1809 році. Місто піддалося обстрілу кораблями англійського флоту, внаслідок чого загинуло 350 осіб і було зруйновано близько трьохсот будинків, у тому числі була геть зруйнована ратуша.
Після Наполеонівських воєн Вліссінген занепав. Після 1870 року почався період відродження міста, обумовлений будівництвом нових доків, залізниць і створенням судноверфі. Місто сильно постраждало в 1944 році внаслідок бомбардувань і вуличних боїв.